# Liste der Monuments historiques in Lupstein
Die Liste der Monuments historiques in Lupstein führt die Monuments historiques in der französischen Gemeinde Lupstein auf.

## Liste der Bauwerke
| Bezeichnung   | Beschreibung                             | Standort                | Kennzeichnung | Schutzstatus     | Datum     | Bild |
| ------------- | ---------------------------------------- | ----------------------- | ------------- | ---------------- | --------- | ---- |
| Beinhaus      | bezeichnet 1503                          | auf dem Friedhof (Lage) | PA00125218    | Inscrit          | 1993      |      |
| Napoleonsbank | Ruhebank; Sandstein, 1854; 1998 zerstört | an der D 231            | PA00084780    | Inscrit gelöscht | 1988 2013 |      |